# Bitfinex
Bitfinex — онлайн-сервис обмена криптовалют, принадлежащий iFinex Inc., штаб-квартира расположена в Гонконге, но зарегистрирована на Британских Виргинских островах. Одно из американских исследований говорит о том, что манипулирование ценой биткойна на площадке Bitfinex наполовину обеспечило подъём котировок биткойна в конце 2017 года.
В 2015 году площадка была взломана, пользователи потеряли 1500 биткойнов (около 400 тысяч долларов), а в 2016 у пользователей украли около 120 тысяч биткойнов (72 млн долларов).

## История
Bitfinex была основана в декабре 2012 как пиринговая торговая площадка криптовалютами.
В мае 2015 года 1500 биткойнов были украдены во время взлома.
В августе 2016 года были украдены около 120 тысяч биткойнов на общую сумму почти 72 млн долларов. Сразу же после этого цена биткойна упала на 20 %.
В марте 2018 компания заявила, что компания планирует перенести свой бизнес в Цуг, Швейцария.

## Tether
Tether — криптовалюта, цена которой, как заявляет компания Tether Limited, привязана к доллару. Tether близко связан с Bitfinex, имея общих учредителей и руководство. Критики неоднократно поднимали вопросы о связях между Bitfinex и Tether.